# Неофіційна шахова олімпіада 1924
I-а неофіційна шахова олімпіада 1924 року відбулася в Парижі і була частиною Літніх Олімпійських ігор 1924, але не входила до олімпійського заліку.
Було запрошено шахістів 18 країн. Кожна країна могла прислати не більше 4 гравців. Загалом прибуло 54 шахісти. Їх поділено на 9 підгруп, переможці яких змагалися за 1-е місце у фінальному турнірі, а решта грали у другому турнірі 8 партій за швейцарською системою. Переможцем ставала та країна, чиї майстри наберуть найбільшу сумарну кількість очок.
Головою оргкомітету турніру був П'єр Венсан, виконавчим директором — Александр Алехін.
Турнір стартував 12 липня і тривав до 20 липня 1924 року.
Дев'ятеро найкращих фінішували у такому порядку:
1. Германіс Матісонс ( Латвія )
2. Фрікіс Апшенієкс ( Латвія)
3. Едґар Колле ( Бельгія)
4. Макс Ейве ( Нідерланди)
5. Арпад Вайда ( Угорщина)
6. Анатоль Чепурнов ( Фінляндія)
7. Луїс Аргентіно Палау ( Аргентина)
8. Мануель Ґольмайо ( Іспанія)
9. Корнел Гаваші ( Угорщина)

Першим у втішному турнірі став Карел Громадка ( Чехословаччина)
За сумою очок перемогла команда Чехословаччини (31), другою була Угорщина (30), третьою — Швейцарія (29). Не всі команди прислали по 4 представники, наприклад, Аргентина мала тільки 3 шахістів, які за сумою набраних очок випередели 4-особові команди Латвії, Італії, Франції та Польщі. Тобто, система підрахунку була складною і недосконалою.
Крім того МОК (Міжнародний олімпійський комітет) поставив вимогу не допускати до змагань «професіоналів» — шахістів, для яких гра була джерелом прибутку. Турнір мав назву «Всевітня олімпіада любителів».
Серед позитивів була участь жінки у турнірі — одної з найсильніших шахісток того часу Едіт Голловей (Англія). Окремі жіночі шахові олімпіади почали проводити аж після Другої світової війни.